# María Virginia Báez
María Virginia Báez Franco (ur. 18 listopada 1991 roku) – paragwajska pływaczka, uczestniczka igrzysk olimpijskich. 
Na igrzyskach olimpijskich Báez wystąpiła tylko raz – podczas XXIX Letnich Igrzysk Olimpijskich w 2008 roku w Pekinie. Wzięła udział w jednej konkurencji pływackiej. Na dystansie 100 metrów stylem grzbietowym wystartowała w pierwszym wyścigu eliminacyjnym. Z czasem 1:05.39 zajęła w nim drugie miejsce, a ostatecznie w rankingu ogólnym uplasowała się na czterdziestym szóstym miejscu. 